# River Teign
Der River Teign ([ˈteɪn] oder [ˈtiːn]) ist ein Fluss in der Grafschaft Devon im Südwesten von England. Er ist 50 km lang und entspringt im Dartmoor. Er bildet direkt unterhalb von Newton Abbot einen Ästuar und mündet in den Ärmelkanal bei Teignmouth.

## Toponym
Der Name des Flusses wird erstmals in einem angelsächsischen Dokument von 739 als Teng erwähnt. Der Name stammt aus vorrömischer Zeit und ist verwandt mit dem Walisischen taen, was ‚sprühen‘ oder ‚rieseln‘ heißt und einfach einen Bach bezeichnet.
Der Fluss gibt seinen Namen an zahlreiche Orte weiter, darunter Teigncombe, Drewsteignton, Canonteign, Teigngrace, Kingsteignton (was einst eines der größten Dörfer Englands war), Bishopsteignton, Teignharvey und die zweitgrößte Siedlung entlang seines Laufes, Teignmouth. Die Dörfer Combeinteignhead und Stokeinteignhead, die gegenüber von Bishopsteignton auf dem anderen Ufer des Ästuars liegen, sind nicht nach dem Fluss benannt.

## Flusslauf
Der Teign entspringt im Dartmoor, wie viele andere der größeren Flüsse Devons. Er hat zwei separate Quellen: die eine bei Teign Head, wo der North Teign entspringt, der nach Nordosten fließt und bei Teigncombe von einer Clapper bridge überquert wird. An seinem Ufer in der Nähe der Mündung des Walla Brook steht der Tolmen Stone mit einem großen runden Loch. Die andere Quelle entspringt bei Grey Wethers und bildet den kürzeren South Teign, der durch den Fernworthy Forest und ein gleichnamiges Wasserreservoir fließt. Die beiden Quellarme verbinden sich an der Leigh Bridge bei Chagford zum Teign, der das Moor an seiner Ostseite verlässt und unterhalb von Castle Drogo durch ein Tal mit steilen Ufern fließt. Bei Dunsford liegt auf dem östlichen Ufer ein Naturschutzgebiet.
Er fließt dann südwärts am östlichen Rand des Moors entlang durch ein enges Tal, in dem bis zur Stilllegung 1967 die Teign Valley Line verlief. Vorbei an Chudleigh und Chudleigh Knighton, fließt der Fluss durch das Bovey Basin, wo Töpferton gefördert wird und dann zwischen Kingsteignton und Newton Abbot hindurch, wo von 1898 bis 1974 die Newton Abbot Power Station dem Fluss Kühlwasser entnahm und dieses nach der Nutzung in den River Lemon einleitete, der weiter flussabwärts in den Teign mündet.
Unterhalb von Newton Abbot wendet sich der Fluss plötzlich nach Osten und gelangt unter den Einfluss der Gezeiten. Er weitet sich zu einem Ästuar, der bei Teignmouth den Ärmelkanal erreicht.

## Flussübergänge
Fingle Bridge ist ein Listed Building im Grade II* und quert den Fluss bei Drewsteignton.
Bis 1827 war Teign Bridge bei Teigngrace die am meisten flussabwärts gelegene Brücke über den Fluss. Als diese 1815 neugebaut wurde, stellte sich heraus, dass zuvor an dieser Stelle mindestens vier Brücken über den Resten der jeweiligen Vorgängerbauten errichtet worden waren. Nach P. T. Taylor, der den Sachverhalt damals erforschte, entstand die letzte oder oberste Brücke im 16. Jahrhundert. Das Bauwerk aus rotem Stein wurde im 13. Jahrhundert in der Salzmarsch gebaut; seit dieser Zeit haben sich Erdschichten in einer Mächtigkeit von zehn Fuß abgelagert. Er nimmt an, dass die hölzerne Brücke aus der Zeit der Eroberung stammt und dass die helle Steinbrücke ein römisches Bauwerk war. 1976 wurde eine 550 m lange Brücke mit elf Spannen direkt unterhalb von Newton Abbot über den Ästuar gebaut, um die verlegte A380 über das Gewässer zu führen.
Seit 1827 ist Shaldon Bridge, die die heutige A379 nahe der Mündung über den Ästuar führt, die am meisten flussabwärts gelegene Brücke überquert; unterhalb verkehrt zwischen Teignmouth und Shaldon eine Personenfähre.

## Schiffbarkeit
Schiffe und Bargen

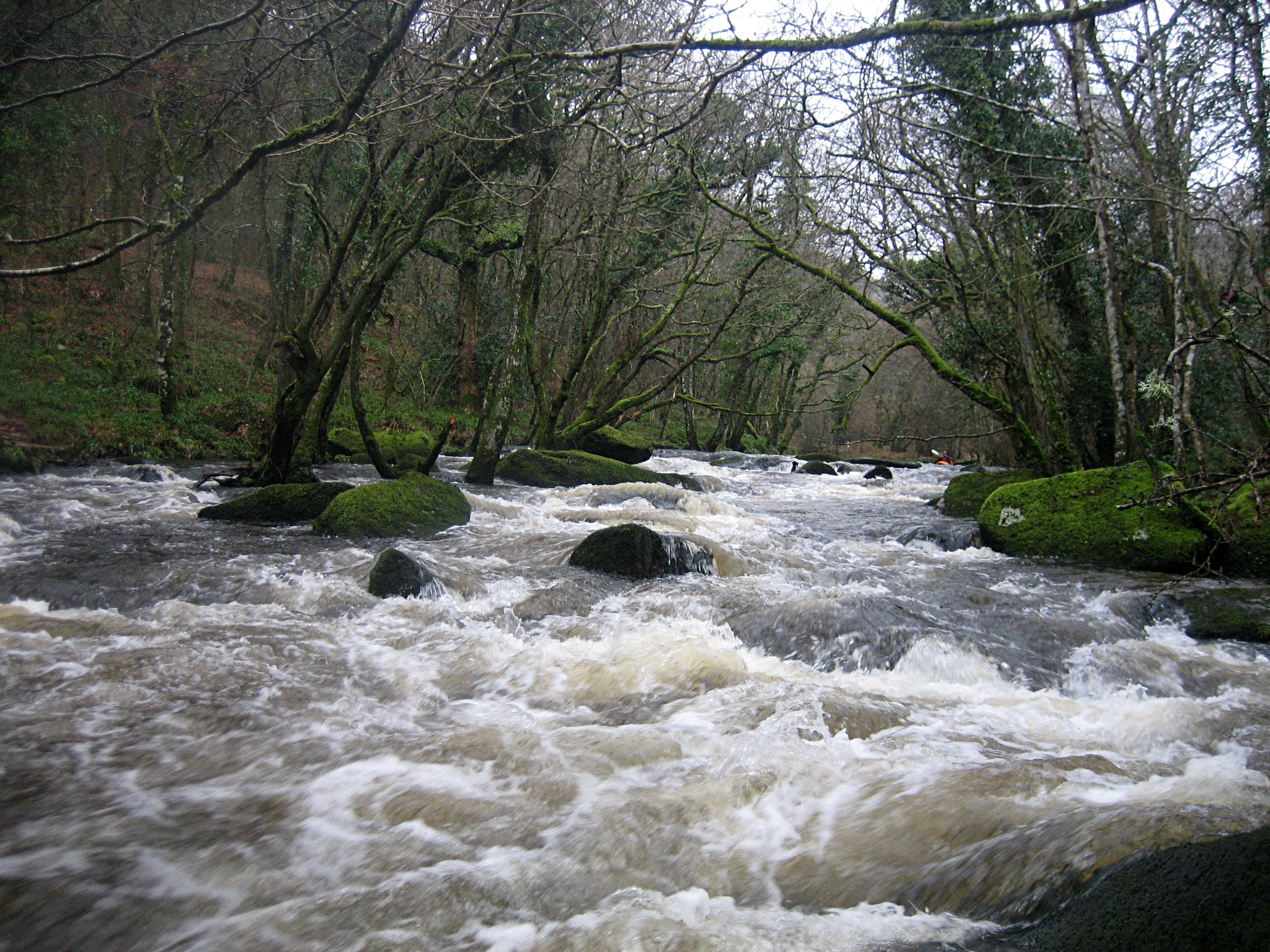
Der River Teign bei Fingle Bridge und Castle Drogo

Der Hafen von Teignmouth, direkt an der Mündung des Ästuars, wird von Schiffen angefahren, die zumeist Ton, Holz und Weizen transportieren.
Der Unterlauf des Flusses ist bis Newton Abbot schiffbar, allerdings nur für Fahrzeuge mit niedrigem Aufbau, weil unter der Shaldon Bridge nur 2,9 m hohe Schiffe hindurchfahren können.
Der Whitelake Channel des Flusses verbindet zwei nun ungenutzte kurze Kanäle, die gebaut wurden, um den Handel mit Ton in der Gegend zu erleichtern. Der Stover Canal führt nach Teigngrace (und wird am Kopf durch den River Teign versorgt); später war dort der Endpunkt der Haytor Granite Tramway, die dem Transport von Granit diente. Die zweite Verbindung war nur knapp einen Kilometer lang und führte zum Hackney Canal, der den Fluss mit einer Grube bei Kingsteignton verbunden hatte; hier befindet sich heute ein Einkaufszentrum, und der Kanal führt durch den heutigen Newton Abbot Racecourse.
Kajaks
Zumindest zwischen Leigh Bridge und Steps Bridge wird der Fluss von Kajaks befahren.

## Fischfang
Der Teign-Ästuar ist bekannt für den Fang von Flundern; 1994 wurde hier ein britisches Rekordexemplar gefangen. Andere häufige Spezies sind Großkopfmeeräsche im Ästuar und Forelle weiter oben im Fluss.

## Belege
1. 1 2  Eilert Ekwall: The Concise Oxford Dictionary of English Place-names. S. 462.
2. ↑  Tolmen Stone | Legendary Dartmoor. Abgerufen am 17. April 2016.
3. ↑  Dunsford Nature Reserve (Memento vom 2. April 2009 im Internet Archive)
4. ↑  J.J. Jusserand:  English Wayfaring Life in the Middle Ages. T. Fisher Unwin, London 1891, S. 69 (Textarchiv – Internet Archive).
5. ↑  Michael Hawkins: Devon roads. An illustrated survey of the development and management of Devon’s highway network. Devon Books, Exeter 1988, ISBN 0-86114-817-7, S. 85.
6. ↑  Teignmouth Harbour Commission: Navigation and Safety (Memento vom 8. April 2012 im Internet Archive)
7. ↑  UK Rivers Guidebook – South West England
8. ↑  Flounder | Britishseafishing.co.uk. Abgerufen am 17. April 2016.
9. ↑  River Teign. Carp Info, abgerufen am 9. Juli 2016.